# Vedbobacken
Vedbobacken är en skidanläggning i Västerås som har 5 nedfarter i varierande svårighetsgrad från grönt till rött, och 3 liftar. En ankarlift till toppen, en modern knapplift och ett skidband vid barnbacken. Fallhöjden är 50 m och total pistlängd 800 m. Nedanför backen finns liftkortsförsäljning, skiduthyrning och café.
Vid anläggningen finns även en pulkabacke och grillplats som hålls öppen när anläggningen är öppen.
Sommartid är Vedbobacken öppen för downhill cykling, och glasscafét Glassboden håller öppet dagligen. 
Vedbobacken planerar en höjning av backen med ca 15 meter i fallhöjd. En ny topp ska byggas söder om den befintliga och förse backen med förlängda nedfarter samt en ny nedfart i ett helt nytt väderstreck. Till höjningen planeras också en sittlift att sättas upp, en lift som redan ligger nedskruvad på baksidan av backen. Det är en fast 3-stolslift som är inköpt från Stöten i Sälenfjällen. Det planeras också en ny ankarlift till den nya nedfarten åt väst som ska bli ungefär 400 meter lång och bli Vedbobackens längsta nedfart och ha blå lutning. Backen kallas inofficiellt för "Familjebacken". Även en ny pistmaskin, nya snökanoner av typen lansrar och ett större servicehus med restaurang och duschmöjligheter planeras. Under våren 2020 fick detaljplanen godkänt och toppen börjar höjas under 2021. Höjningen kommer att ta några år.

## Bildgalleri

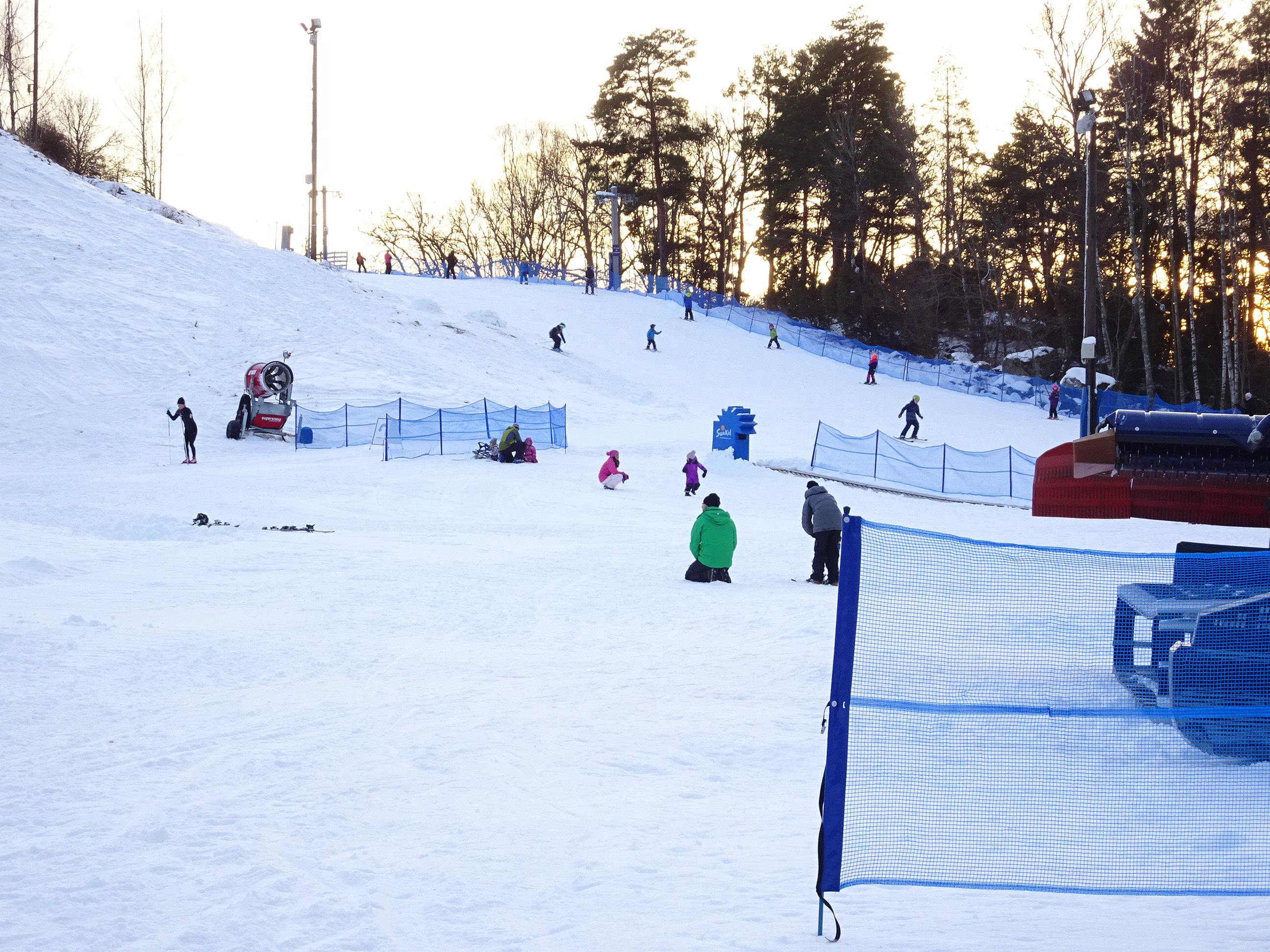
Vintertid
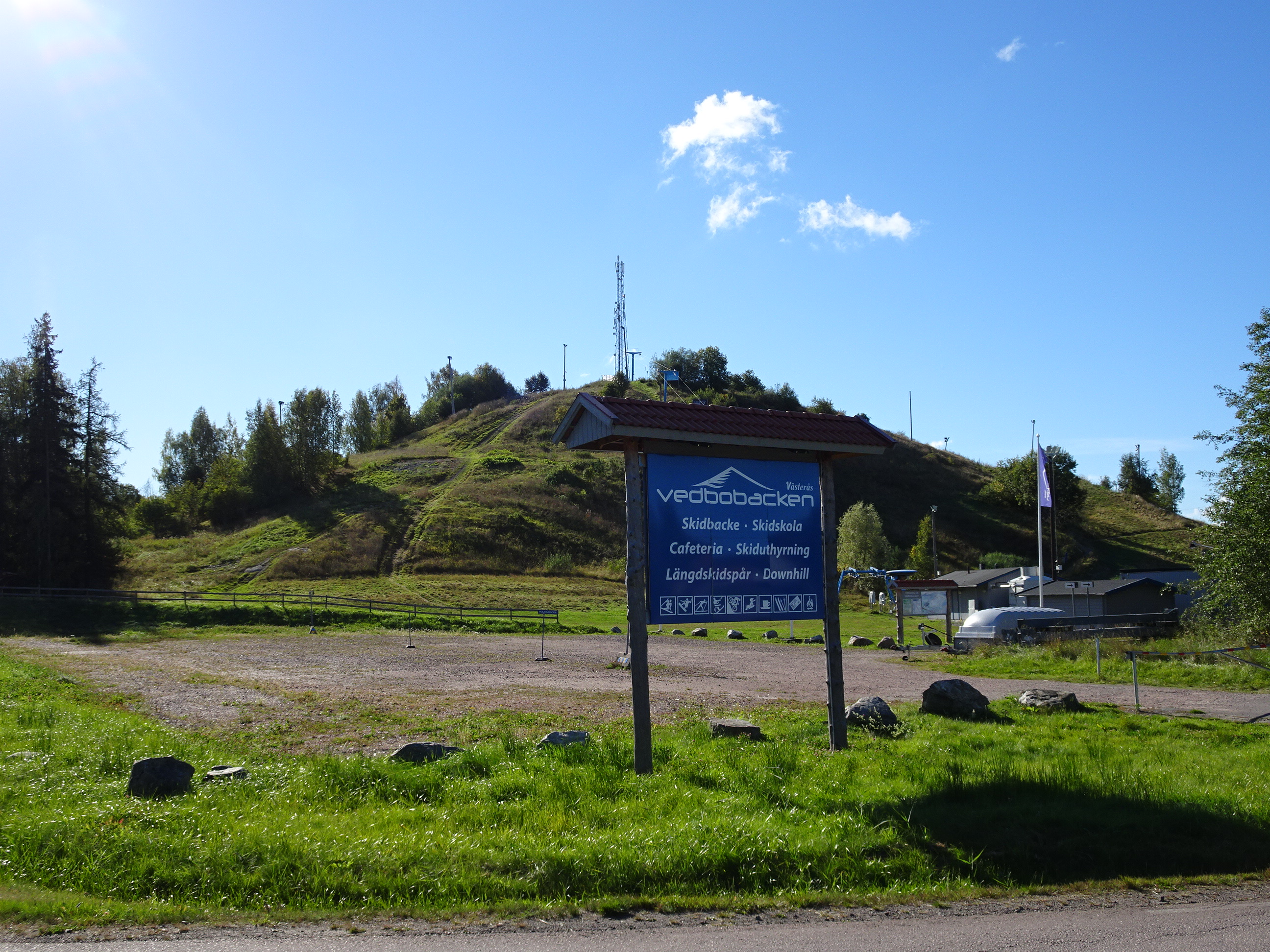
Sommartid